# José Cândido Guillobel
José Cândido Guillobel (9 de maio de 1843, Rio de Janeiro - 21 de setembro de 1925, Rio de Janeiro) foi um militar da Marinha do Brasil. Guillobel nasceu no Rio de Janeiro, filho do arquiteto, pintor e também militar Joaquim Cândido Guillobel, logo cedo ingressou na Marinha Brasileira, terminando o curso da Escola Naval em 1860. Se alistou para lutar na Guerra do Paraguai (1864-1870) e, de volta, continuou carreira. Em 1882, tornou-se sócio do Instituto Histórico e Geográfico Brasileiro; foi membro da Comissão Mista de reconhecimento e exploração do território das Missões (1887), chefe da Comissão de Limites entre o Brasil e a Bolívia após o tratado de Petrópolis (1903). O então Capitão de Mar e Guerra Guillobel foi um dos capitães que comandaram o encouraçado Riachuelo. Chefiou a Diretoria de Hidrografia e Navegação entre os anos de 1892 e 1895, e 1902 a 1906. Chegou ao posto de Almirante e chefe do Estado-Maior da Armada, além de Ministro do Supremo Tribunal Militar de 17 de junho de 1896  a  26 de novembro de 1920.  Gerenciou o Arsenal de Marinha do Rio de Janeiro. É pai do Ministro da Marinha do Brasil Renato de Almeida Guillobel. Morreu em 21 de setembro de 1925 no Rio de Janeiro.